# Protocole d'Helsinki
Ne doit pas être confondu avec Convention d'Helsinki, Traité d'Helsinki ou Acte d'Helsinki.
Protocole d'Oslo relatif à une nouvelle réduction des émissions de soufre (1994)
Le Protocole d'Helsinki, de son nom complet Protocole à la Convention de 1979 sur la pollution atmosphérique transfrontière à longue distance relatif à la réduction des émissions de soufre ou de leurs flux transfrontières d'au moins 30 %, aussi connu comme Protocole d'Helsinki relatif à la réduction des émissions de soufre, est un protocole additionnel à la Convention sur la pollution atmosphérique transfrontière à longue distance de 1979, qui prévoyait une réduction de 30 % des émissions de soufre ou de leurs flux transfrontières d'ici 1993. Le Protocole a été conclu à Helsinki, en Finlande, le 8 juillet 1985, et est entrée en vigueur le 2 septembre 1987.
Le Protocole a été complété par le Protocole d'Oslo relatif à une nouvelle réduction des émissions de soufre de 1994. En 1993, la plupart des pays ayant participé à l’accord ont déclaré avoir atteint l’objectif et certains pays ont signalé des réductions de soufre encore plus importantes. 

## Contenu
Les Parties sont tenues de réduire les émissions de soufre et leur flux transfrontières de 30% par rapport à 1980, année de références, d'ici 1993.
Pour ce faire, les Parties doivent prendre et mettre en œuvre des programmes et stratégies publiques et envisager de futures réductions,.
Le Protocole a été complété par celui d'Oslo de 1994 et la question du soufre est également envisagé par le Protocole de Göteborg relatif à la réduction de l'acidification, de l'eutrophisation et de l'ozone troposphérique de 1999.

## Parties
Le Protocole a été adopté à Helsinki le 8 juillet 1985 et ouvert à la signature à la même date jusqu'au 12 juillet. Il compte 25 Parties:
Albanie, Autriche, Biélorussie, Belgique, Bulgarie, Canada, République tchèque, Danemark, Estonie, Finlande, France, Allemagne, Hongrie, Italie, Liechtenstein, Lituanie, Luxembourg, Pays-Bas, Macédoine du Nord, Norvège, Russie, Slovaquie, Suède, Suisse, Ukraine

## Voir également